# 別所健一

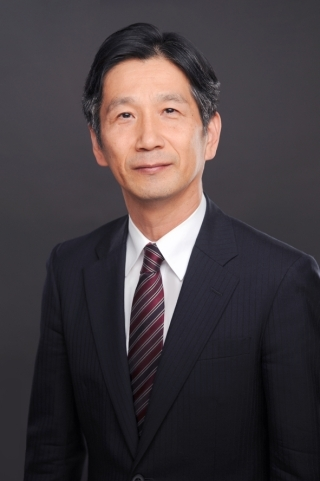
在ミュンヘン日本国総領事館ウェブページより（令和5年10月）

別所 健一（べっしょ けんいち、1968年〈昭和43年〉8月6日 - ）は、千葉県出身の日本の外交官。
在カンボジア大使館公使、在ドイツ大使館公使などを経て、2023年9月から在ミュンヘン総領事を務める。

## 略歴
- 1992年3月　大阪大学法学部卒業
- 1992年4月　外務省入省
- 2010年12月　経済局経済連携課南東アジア経済連携協定交渉室長
- 2013年7月　総合外交政策局軍縮不拡散・科学部不拡散・科学原子力課国際原子力協力室長
- 2015年6月　国際情報統括官付国際情報官（第二国際情報官室担当）
- 2017年8月　在カンボジア日本国大使館 参事官
- 2019年1月　在カンボジア日本国大使館 公使
- 2020年7月　在ドイツ日本国大使館 公使
- 2023年9月　在ミュンヘン日本国総領事館 総領事

## 同期
- 池上正喜（23年大臣官房審議官（欧州局担当））
- 石瀬素行（24年国際情報統括官）
- 金井正彰（24年国際法局長）
- 片平聡（23年経済局長）
- 北村俊博（23年大臣官房審議官（中東アフリカ局、中東アフリカ局アフリカ部、国際協力局、地球規外模課題担当））
- 熊谷直樹（24年大臣官房審議官（Ｇ７外相会合、貿易大臣会合準備事務局長、総合外交政策局、領事局担当））
- 高田真里（21年在重慶総領事）
- 中村和彦（24年地球規模課題審議官・22年大臣官房審議官）
- 中村仁威（24年軍縮不拡散・科学部長、国際法研究者）
- 中村亮（23年アジア大洋州局南部アジア部長）
- 西永知史（23年大臣官房審議官（総合外交政策局担当））
- 原圭一（23年ジブチ大使）
- 宮下匡之（24年儀典長・24年大臣官房審議官（総括担当）兼大臣官房公文書監理官）